# Andri Baldursson
Andri Fannar Baldursson (Kópavogur, 10 gennaio 2002) è un calciatore islandese, centrocampista del Kasımpaşa.
È stato il primo islandese della storia del Bologna.

## Caratteristiche tecniche
Centrocampista centrale di buone capacità tecniche e tattiche, con capacità nella visione del gioco. Può giocare anche da trequartista. Si ispira a De Bruyne.

## Carriera

### Club
Ha iniziato la sua carriera in Islanda con il club locale del Breiðablik a Kópavogur con il quale esordisce nell'ultima giornata del campionato islandese nel settembre 2018.

#### Bologna
Nel gennaio 2019 arriva in prestito con diritto di riscatto a Bologna, dove è schierato nella Primavera Felsinea. Il giovane giocatore impressiona in Italia, vincendo anche il Torneo di Viareggio 2019 e viene riscattato dal Bologna nell'agosto 2019.
Dopo essere stato convocato per la prima volta in prima squadra il 26 ottobre 2019 in vista della sfida contro la Sampdoria, fa il suo debutto in Serie A il 22 febbraio 2020, sostituendo Andreas Skov Olsen al 59º minuto nel pareggio 1-1 contro l'Udinese, diventando così il quinto islandese a giocare in Serie A, primo nel Bologna.
Il 4 agosto 2020, dopo avere giocato 7 gare con il Bologna, rinnova il suo contratto con i felsinei, che in seguito lo confermano in prima squadra.

#### Prestiti: Copenaghen, N.E.C. ed Elfsborg
Il 23 agosto 2021, il Copenaghen annuncia di aver prelevato il centrocampista con la formula del prestito annuale con diritto di riscatto dal Bologna.
Il 6 luglio 2022 viene ceduto nuovamente in prestito, questa volta al N.E.C. nei Paesi Bassi.
Il 10 agosto 2023 viene ceduto in prestito all'Elfsborg. In giallonero rimane un anno e mezzo, giocando 11 partite nella rimanente parte dell'Allsvenskan 2023 e 24 partite sulle 30 partite in calendario nell'edizione 2024.

### Nazionale
Nel 2018 esordisce nella nazionale islandese Under-16, si susseguono a breve le chiamate anche dall'Under-17, con la quale gioca il Campionato europeo di calcio Under-17 2019, dall'Under-18 e dall'Under-19.
Il 29 agosto 2020 riceve la prima convocazione per la nazionale maggiore islandese in previsione della doppia sfida di UEFA Nations League con Inghilterra e Belgio. Contro il Belgio fa il suo debutto in Nazionale giocando i primi 53 minuti prima di venire sostituito da Emil Hallfreðsson.

## Statistiche

### Presenze e reti nei club
Statistiche aggiornate al 23 agosto 2021.
| Stagione        | Squadra         | Campionato      | Campionato | Campionato | Coppe nazionali | Coppe nazionali | Coppe nazionali | Coppe continentali | Coppe continentali | Coppe continentali | Altre coppe | Altre coppe | Altre coppe | Totale | Totale | Totale |
| Stagione        | Squadra         | Comp            | Pres       | Reti       | Comp            | Pres            | Reti            | Comp               | Pres               | Reti               | Comp        | Pres        | Reti        | Pres   | Reti   |        |
| --------------- | --------------- | --------------- | ---------- | ---------- | --------------- | --------------- | --------------- | ------------------ | ------------------ | ------------------ | ----------- | ----------- | ----------- | ------ | ------ | ------ |
| 2018            | Breiðablik      | Ú               | 1          | 0          | CI              | -               | -               | -                  | -                  | -                  | -           | -           | -           | 1      | 0      |        |
| 2019-2020       | Bologna         | A               | 7          | 0          | CI              | -               | -               | -                  | -                  | -                  | -           | -           | -           | 7      | 0      |        |
| 2020-2021       | Bologna         | A               | 8          | 0          | CI              | 1               | 0               | -                  | -                  | -                  | -           | -           | -           | 9      | 0      |        |
| Totale Bologna  | Totale Bologna  | Totale Bologna  | 15         | 0          |                 | 1               | 0               |                    | -                  | -                  |             | -           | -           | 16     | 0      |        |
| 2021-2022       | Copenaghen      | SL              | 3          | 0          | CD              | 1               | 0               | UECL               | 4                  | 0                  | -           | -           | -           | 8      | 0      |        |
| Totale carriera | Totale carriera | Totale carriera | 19         | 0          |                 | 2               | 0               |                    | 4                  | -                  |             | -           | -           | 25     | 0      |        |

### Cronologia presenze e reti in nazionale
| Cronologia completa delle presenze e delle reti in nazionale ― Islanda | Cronologia completa delle presenze e delle reti in nazionale ― Islanda | Cronologia completa delle presenze e delle reti in nazionale ― Islanda | Cronologia completa delle presenze e delle reti in nazionale ― Islanda | Cronologia completa delle presenze e delle reti in nazionale ― Islanda | Cronologia completa delle presenze e delle reti in nazionale ― Islanda | Cronologia completa delle presenze e delle reti in nazionale ― Islanda | Cronologia completa delle presenze e delle reti in nazionale ― Islanda |
| Data                                                                   | Città                                                                  | In casa                                                                | Risultato                                                              | Ospiti                                                                 | Competizione                                                           | Reti                                                                   | Note                                                                   |
| ---------------------------------------------------------------------- | ---------------------------------------------------------------------- | ---------------------------------------------------------------------- | ---------------------------------------------------------------------- | ---------------------------------------------------------------------- | ---------------------------------------------------------------------- | ---------------------------------------------------------------------- | ---------------------------------------------------------------------- |
| 8-9-2020                                                               | Bruxelles                                                              | Belgio                                                                 | 5 – 1                                                                  | Islanda                                                                | UEFA Nations League 2020-2021 - 1º turno                               | -                                                                      | 53’                                                                    |
| 29-5-2021                                                              | Arlington                                                              | Messico                                                                | 2 – 1                                                                  | Islanda                                                                | Amichevole                                                             | -                                                                      | 60’                                                                    |
| 4-6-2021                                                               | Tórshavn                                                               | Fær Øer                                                                | 0 – 1                                                                  | Islanda                                                                | Amichevole                                                             | -                                                                      | 78’                                                                    |
| 8-6-2021                                                               | Poznań                                                                 | Polonia                                                                | 2 – 2                                                                  | Islanda                                                                | Amichevole                                                             | -                                                                      | 43’ 78’                                                                |
| 2-9-2021                                                               | Reykjavík                                                              | Islanda                                                                | 0 – 2                                                                  | Romania                                                                | Qual. Mondiali 2022                                                    | -                                                                      | 67’                                                                    |
| 5-9-2021                                                               | Reykjavík                                                              | Islanda                                                                | 2 – 2                                                                  | Macedonia del Nord                                                     | Qual. Mondiali 2022                                                    | -                                                                      | 60’                                                                    |
| 8-9-2021                                                               | Reykjavík                                                              | Islanda                                                                | 0 – 4                                                                  | Germania                                                               | Qual. Mondiali 2022                                                    | -                                                                      | 89’                                                                    |
| 11-10-2021                                                             | Reykjavík                                                              | Islanda                                                                | 4 – 0                                                                  | Liechtenstein                                                          | Qual. Mondiali 2022                                                    | -                                                                      | 65’                                                                    |
| 26-3-2022                                                              | Murcia                                                                 | Finlandia                                                              | 1 – 1                                                                  | Islanda                                                                | Amichevole                                                             | -                                                                      | 70’                                                                    |
| 17-1-2024                                                              | Fort Lauderdale                                                        | Honduras                                                               | 0 – 2                                                                  | Islanda                                                                | Amichevole                                                             | -                                                                      | 64’                                                                    |
| Totale                                                                 |                                                                        | Presenze                                                               | 10                                                                     |                                                                        | Reti                                                                   | 0                                                                      |                                                                        |

| Cronologia completa delle presenze e delle reti in nazionale ― Islanda under 21 | Cronologia completa delle presenze e delle reti in nazionale ― Islanda under 21 | Cronologia completa delle presenze e delle reti in nazionale ― Islanda under 21 | Cronologia completa delle presenze e delle reti in nazionale ― Islanda under 21 | Cronologia completa delle presenze e delle reti in nazionale ― Islanda under 21 | Cronologia completa delle presenze e delle reti in nazionale ― Islanda under 21 | Cronologia completa delle presenze e delle reti in nazionale ― Islanda under 21 | Cronologia completa delle presenze e delle reti in nazionale ― Islanda under 21 |
| Data                                                                            | Città                                                                           | In casa                                                                         | Risultato                                                                       | Ospiti                                                                          | Competizione                                                                    | Reti                                                                            | Note                                                                            |
| ------------------------------------------------------------------------------- | ------------------------------------------------------------------------------- | ------------------------------------------------------------------------------- | ------------------------------------------------------------------------------- | ------------------------------------------------------------------------------- | ------------------------------------------------------------------------------- | ------------------------------------------------------------------------------- | ------------------------------------------------------------------------------- |
| 13-10-2020                                                                      | Esch-sur-Alzette                                                                | Lussemburgo under 21                                                            | 0 – 2                                                                           | Islanda under 21                                                                | Qual. Europeo Under-21 2021                                                     | -                                                                               | 51’                                                                             |
| 12-11-2020                                                                      | Reykjavík                                                                       | Islanda under 21                                                                | 1 – 2                                                                           | Italia under 21                                                                 | Qual. Europeo Under-21 2021                                                     | -                                                                               | 83’                                                                             |
| 15-11-2020                                                                      | Dublino                                                                         | Irlanda under 21                                                                | 1 – 2                                                                           | Islanda under 21                                                                | Qual. Europeo Under-21 2021                                                     | -                                                                               | 61’                                                                             |
| 28-3-2021                                                                       | Győr                                                                            | Islanda under 21                                                                | 0 – 2                                                                           | Danimarca under 21                                                              | Europeo Under-21 2021 - 1º turno                                                | -                                                                               | 68’                                                                             |
| 31-3-2021                                                                       | Szombathely                                                                     | Islanda under 21                                                                | 0 – 2                                                                           | Francia under 21                                                                | Europeo Under-21 2021 - 1º turno                                                | -                                                                               |                                                                                 |
| 3-6-2022                                                                        | Reykjavík                                                                       | Islanda under 21                                                                | 9 – 0                                                                           | Liechtenstein under 21                                                          | Qual. Europeo Under-21 2023                                                     | -                                                                               |                                                                                 |
| 8-6-2022                                                                        | Reykjavík                                                                       | Islanda under 21                                                                | 3 – 1                                                                           | Bielorussia under 21                                                            | Qual. Europeo Under-21 2023                                                     | -                                                                               |                                                                                 |
| 11-6-2022                                                                       | Reykjavík                                                                       | Islanda under 21                                                                | 5 – 0                                                                           | Cipro under 21                                                                  | Qual. Europeo Under-21 2023                                                     | -                                                                               | 88’                                                                             |
| Totale                                                                          |                                                                                 | Presenze                                                                        | 8                                                                               |                                                                                 | Reti                                                                            | 0                                                                               |                                                                                 |

## Palmarès

### Club

#### Competizioni giovanili
- Torneo di Viareggio: 1

Bologna: 2019
- Campionato Primavera 2: 1

Bologna: 2018-2019
- Supercoppa Primavera 2: 1

Bologna: 2019

#### Competizioni nazionali
- Campionato danese: 1

Copenhagen: 2021-2022